# Pruncul, petrolul și ardelenii
Pruncul, petrolul și ardelenii este un film românesc din 1981, regizat de Dan Pița. El este cel de-al treilea film dintr-o trilogie western Ardelenii care mai cuprinde Profetul, aurul și ardelenii (1978) și Artista, dolarii și ardelenii (1980). 
În acest film, cei trei frați Brad originari din Poplaca își continuă aventurile pe pământ american. Ca urmare a faptului că June, soția lui Romulus (Romi) Brad, fratele mai mic, este însărcinată, cei trei frați trebuie să facă un popas mai îndelungat în orașul Swanton City. Ei cumpără acolo un lot de pământ pe care descoperă un zăcământ de țiței și trebuie să se lupte cu un bogătaș pe nume McCallum care vrea să pună mâna pe terenul lor. 

## Rezumat
Cei trei frați din familia Brad își continuă drumul prin America pentru a ajunge în țara lor de origine. Bob s-a despărțit de ei deoarece s-a însurat. Traian (Ilarion Ciobanu) și Romi (Mircea Diaconu), împreună cu June (Tania Filip), se opresc la marginea orașului Swanton City, iar Ion (Ovidiu Iuliu Moldovan) le spune că se va duce în oraș unde locuia o persoană care îi datora bani. El îl prinde pe banditul Freddie Calhoun (Ion Nuni Anestin), urmărit pentru omor și jaf, și încasează recompensa de 500 de dolari pusă pe capul acestuia. Cum Ion întârzie, June îi roagă pe frați să se odihnească câteva zile înainte de a porni mai departe.
Cu banii aduși de Ion, Romi cumpără de la un oarecare Murray un lot de pământ cu suprafața de 10 acri (aproximativ 8 iugăre) și o casă cu acareturi. Chestionat de Traian, Romi îi spune că June este însărcinată și că nu poate să meargă spre casă până ce pruncul nu va fi în putere pentru a face față lungului drum spre Poplaca. Traian, Romi și June se duc să vadă lotul de pământ cumpărat și își dau seama că locuința era de fapt o dărăpănătură. Deoarece pe teren nu exista nicio fântână, Romi se duce să caute un râu de unde să ia apă, dar vecinii trag asupra lui cu pușca. Traian se duce el pentru a rezolva problema cu vecinii și află că aceștia erau niște unguri originari tot din Transilvania, care vorbeau românește. Capul familiei de unguri este Péter Orbán (Zoltan Vadasz), iar acesta îl cinstește pe Traian cu palincă de prune. Ajutați de cei din familia Orbán, Traian și Romi repară casa și împrejmuiesc terenul.
Între timp, Ion și-a luat o cameră la hotelul din oraș și lucrează ca vânător de recompense, prinzând mai mulți bandiți căutați de lege. El are o serie de dispute cu un bandit pe nume Collins (Dragoș Pâslaru), pe care îl ucide în final. Șeriful (Dumitru Palade) îi spune că în urmă cu câteva luni venise în oraș un domn din estul SUA pe nume McCallum (Ștefan Iordache), care cumpărase o casă. Odată cu el au venit și mai mulți nelegiuiți (printre care și Freddie Calhoun). Prin intermediari, McCallum a început să le facă fermierilor din zonă oferte pentru a-și vinde pământurile, iar celor care au refuzat le-au fost incendiate fermele. Șeriful îi oferă lui Johnny un post de ajutor de șerif, plătit cu 8 dolari pe săptămână, dar Johnny refuză pentru că are nevoie de bani mai mulți. Doi oameni ai lui McCallum vin să facă o ofertă de cumpărare a fermei fraților Brad, dar sunt alungați de acolo.
Ion se împrietenește cu sergentul McDusky (Szabolcs Cseh), care luptase în Regimentul 3 Cavalerie, și se luptă amândoi cu oamenii lui McCallum care au fost trimiși să răzbune uciderea lui Collins. Johnny este dus la McCallum, iar acesta îi face o ofertă de a intra în slujba lui pentru care va fi plătit cu 500 de dolari pe lună. În schimbul acestor bani, el trebuie să îi îndeplinească toate ordinele și să cumpere prin orice mijloace pământurile fermierilor din împrejurimi. Johnny refuză oferta lui McCallum și se duce la șerif și îi acceptă oferta de a deveni ajutor de șerif.
Aflat în oraș, Traian găsește un preot ortodox grec pe nume Temistocles (Jean Constantin), care crescuse la Brăila și vorbea și limba română. El oficiază nunta lui Romi cu June. La nuntă, ca urmare a consumului exagerat de alcool, Traian Brad se ia la bătaie cu Péter Orbán din cauza cultului fiecăruia pentru Avram Iancu și Lajos Kossuth. A doua zi după nuntă, Traian se apucă să sape o fântână în curte pentru a nu mai apela la apa din râul ce trecea pe pământul lui Orbán. El dă astfel de un zăcământ de petrol și-l anunță pe Ion.
Între timp, deoarece trebuia să sosească în termen de o săptămână o comisie de experți, McCallum solicită sosirea a patru pistolari de la Chicago pentru a-l ajuta să pună mâna prin forță pe terenurile fermierilor care nu cedaseră. Ion încearcă să organizeze o poteră pentru a ține piept pistolarilor, dar fermierii din zonă nu se înțeleg între ei. Oamenii lui McCallum pornesc spre ferma lui Orbán pentru a-i da foc, dar sunt întâmpinați la barul din apropiere de bărbații din familia Orbán, de cei trei frați Brad și de McDusky. Atacul bandiților este respins, McCallum este somat de șerif să se predea pentru a fi arestat, iar preotul grec îl împușcă. June naște în finalul filmului un fiu, iar Brădenii vând ferma și obțin bani cu care să plece spre țară.

## Distribuție
- Ilarion Ciobanu — Traian Brad de la Poplaca
- Ovidiu Iuliu Moldovan — Ion (Johnny) Brad
- Mircea Diaconu — Romulus (Romi) Brad
- Jean Constantin — preotul grec Temistocles
- Ștefan Iordache — dl. McCallum, proprietar funciar
- Zoltán Vadász — Péter Orbán, fermierul maghiar vecin al fraților Brad
- Ileana Iliescu — proprietara saloon-ului
- Tania Filip — June Ambler (menționată Tatiana Filip)
- Dragoș Pâslaru — banditul Collins
- Dumitru Palade — șeriful orașului
- Erzsébet Ádám — Julie „Iulișka” Orbán, fiica lui Péter Orbán (menționată Elisabeta Ádám)
- Carmen Galin — Annie McCallum, soția proprietarului funciar
- Papil Panduru — banditul Teddy, aflat în slujba lui McCallum
- Victoria Gheorghiu — doamna Elizabeth Orbán, soția lui Péter Orbán
- Nicolae Pomoje — banditul John Harper
- Lucian Iancu — un bandit în slujba lui McCallum (menționat Iancu Lucian)
- Ion Nuni Anestin — banditul Freddie Calhoun (menționat Ion Anestin)
- Szabolcs Cseh — sergentul cavalerist McDusky (menționat Szabolcz Cseh)
- Marcel Roșca
- Iancu Caracota — banditul Harris, care a fost arestat de Johnny
- Ion Mititelu
- Adrian Rățoi — bărbierul
- Eugen Țugulea
- Alexandru Perghe
- Alexandru Mihai
- Virgil Flonda — cowboy bărbos de la bar (menționat Virgil Flonta)
- Florin Anton
- Radu Corciova
- Dan Antoci
- Dumitru Pîslaru
- Viorel Plăvițiu — un bandit în slujba lui McCallum
- Cornel Ispas
- Constantin Rogin — Harry
- Paul Fister

## Producție
Scenariul filmului Pruncul, petrolul și ardelenii a fost scris de Francisc Munteanu după o idee a lui Titus Popovici (care scrisese scenariile celorlalte două filme din seria Ardelenii). Filmul a fost realizat în studiourile Centrului de Producție Cinematografică București. După cum este specificat pe genericul de început, au fost folosiți pe post de consilieri de limbă engleză Catinca Ralea, Sergiu Celac (translator de limba engleză al lui Nicolae Ceaușescu și viitor ministru de externe), Robert Schwartz și Viorica Iancu. Maistru de lupte a fost Szabolcs Cseh, iar consilier C.F.R. a fost ing. Mircea Cacior.
Filmările celor trei filme din seria „Ardelenii” au fost realizate în Cheile Zărneștiului, Cheile Râșnoavei sau Munții Măcinului, considerându-se că peisajele de acolo „chiar inspirau Vestul Sălbatic”.  Rolurile și replicile au fost scrise special pentru actori, iar scenaristul Titus Popovici a prins foarte bine după primul film umorul caracteristic al fiecărui personaj și l-a exploatat. 
Filmările la Pruncul, petrolul și ardelenii au avut loc în 1980. Vocea în engleza americană a unor actori (printre care și Jean Constantin) a fost dublată la post sincron. Proprietara saloon-ului este interpretată de Ileana Iliescu, prim-balerină a Operei Naționale din București.
Actrița Tania Filip, care avea pe atunci numai 16 ani și era elevă în clasa a X-a la o școală de muzică, a fost aleasă pentru a juca în „Ardelenii" datorită pistruilor săi. Ea a fost întâlnită pe holurile Teatrului Bulandra de Mircea Diaconu, care, știind că se căuta o actriță blondă cu ochi albaștri pentru rolul June, i-a spus să vină a doua zi cu el pe platourile de la Buftea pentru a o prezenta regizorului Dan Pița.  Ea s-a întâlnit acolo cu regizorul care „a dat mâna cu mine și mi-a ținut mâna într-a lui cam vreo cinci minute”. Zece zile mai târziu, ea a fost chemată de urgență ca să plece la filmări la Brașov. Tânăra era copleșită de admirație față de colegii ei de platou Ilarion Ciobanu, Ovidiu Iuliu Moldovan și Mircea Diaconu, precum și de regizorii Dan Pița și Mircea Veroiu. 
În acest film apar și câțiva actori care interpretaseră alte roluri în filmul Profetul, aurul și ardelenii: Zoltan Vadasz este aici Péter Orbán (după ce fusese colonelul confederat Anderson), Carmen Galin este doamna McCallum (după ce o interpretase anterior pe una din soțiile „profetului”), Lucian Iancu este unul din oamenii lui McCallum (după ce fusese unul din oamenii „profetului”).

## Coloană sonoră
Muzica celor trei filme din seria „Ardelenii” a fost compusă de Adrian Enescu, care mai colaborase anterior cu ambii regizori ai filmelor, Dan Pița (la Tănase Scatiu și Bietul Ioanide) și Mircea Veroiu (la 7 zile). El a fost încântat de ideea de a compune coloana sonoră pentru un western românesc.  Muzica electronică a fost compusă pentru sintetizator, ea fiind diferită la fiecare din cele trei episoade ale seriei. Melodiile îmbină sunetul muzicii country cu melos-ul popular ardelenesc, fiind prelucrate electronic teme neaoșe precum Mocioriță sau Alfa (de Vangelis). Cântecele sunt interpretate de fetele de la grupul 5T și de Mircea Romcescu. 

## Recepție
Filmul Pruncul, petrolul și ardelenii a avut premiera în februarie 1981.  El a avut parte de un mare succes de public la cinematografele din România, fiind vizionat de 5.528.358 de spectatori, după cum atestă o situație a numărului de spectatori înregistrat de filmele românești de la data premierei și până la data de 31.12.2007 alcătuită de Centrul Național al Cinematografiei.  Pruncul, petrolul și ardelenii se află astfel pe locul 23 în topul celor mai vizionate film românești din toate timpurile după cum atestă un comunicat din 2006 al Uniunii Autorilor și Realizatorilor de Film din România. 
Inginerul Bujor Suru a obținut în anul 1981 Premiul pentru coloană sonoră al Asociației Cineaștilor din România (ACIN) pentru activitatea sa la filmele Punga cu libelule și Pruncul, petrolul și ardelenii. 

### Recenzii critice
Criticul Tudor Caranfil a dat filmului o stea din cinci și a făcut următorul comentariu: „Stabiliți la o fermă, cei trei frați se adaptează anevoie legilor „Lumii Noi”. Cu atât mai complicat, cu cât între ei și vecini – unguri de origine – domnește un conflict latent. Amenințarea bandiților îi unește însă. Cea de-a treia parte a trilogiei „cowboylor” ardeleni, reprofilați în petroliști, diminuează elanul persiflant al primului volet, luând în serios genul aventuros pentru care Pița nu mai are chiar nicio afinitate. Numărul de spectatori scade cu peste un milion, ajunge adică la 5.558.325. Pr. ACIN pt. sunet lui Bujor Suru.” 
Comparând cele trei filme între ele, regizorul Mihnea Columbeanu afirmă că al treilea film al seriei, Pruncul, petrolul și ardelenii (1981), „ridică din nou ștacheta seriei la nivelul dramatic al celui dintâi - dar era mai puțin unitar, mai inegal și surprinzător de redundant, cu o serie de apăsări gratuite pe pedala «filmului de artă».” 
Analizând acest film, Ioan Lazăr constată că el mută accentul „de la comicul de tip parodic, speculativ, la poezia dramatică a comuniunii binelui într-o geografie determinată irevocabil de substratul istoric al personajelor”. Criticul face o recenzie elogioasă, reliefând profesionalismul regizorului, imaginile „de o frumusețe dramatică implicită” și contraplonjeurile tânărului operator Marian Stanciu, partiturile compozitorului Adrian Enescu, decorurile concepute de Călin Papură sau costumele realizate de Irina Katz (menționându-se ca exemplu dubla funcționalitate a costumului purtat de personajul interpretat de Jean Constantin). Interpretările actorilor sunt elogiate și ele cu dărnicie, remarcându-se printre altele debutul lui Dragoș Pâslaru. În concluzie, Pruncul, petrolul și ardelenii este considerat a fi „un film deconectant, făcut cu meserie, pentru un public cât mai numeros”. 